# Лестервілл (Південна Дакота)
Лестервілл (англ. Lesterville) — місто (англ. town) в США, в окрузі Янктон штату Південна Дакота. Населення — 115 осіб (2020).

## Географія
Лестервілл розташований за координатами 43°2′19″ пн. ш. 97°35′26″ зх. д. / 43.03861° пн. ш. 97.59056° зх. д. (43.038603, -97.590614).  За даними Бюро перепису населення США в 2010 році місто мало площу 0,52 км², уся площа — суходіл.

## Демографія
Згідно з переписом 2010 року, у місті мешкало 127 осіб у 56 домогосподарствах у складі 36 родин. Густота населення становила 243 особи/км².  Було 68 помешкань (130/км²).
Расовий склад населення:
| - 100,0 % — білих |

До двох чи більше рас належало 0,0 %. Частка іспаномовних становила 0,0 % від усіх жителів.
За віковим діапазоном населення розподілялося таким чином: 22,8 % — особи молодші 18 років, 57,5 % — особи у віці 18—64 років, 19,7 % — особи у віці 65 років та старші. Медіана віку мешканця становила 44,5 року. На 100 осіб жіночої статі у місті припадало 108,2 чоловіків;  на 100 жінок у віці від 18 років та старших — 100,0 чоловіків також старших 18 років.
Середній дохід на одне домашнє господарство  становив 55 173 долари США (медіана — 48 750), а середній дохід на одну сім'ю — 70 200 доларів (медіана — 62 500). За межею бідності перебувало 4,9 % осіб, у тому числі 0,0 % дітей у віці до 18 років та 13,8 % осіб у віці 65 років та старших.
Цивільне працевлаштоване населення становило 87 осіб. Основні галузі зайнятості: освіта, охорона здоров'я та соціальна допомога — 34,5 %, роздрібна торгівля — 11,5 %, транспорт — 10,3 %, виробництво — 10,3 %.